# Medalla de Honor de la Emigración
La Medalla de Honor de la Emigración, establecida mediante la Orden de 27 de abril de 1970, Reglamento para la concesión de la Medalla de Honor de la Emigración, es una condecoración civil española que tiene como objetivo premiar personas o entidades públicas o privadas, por la realización de servicios eminentes a emigrantes o a la propia España. La Medalla de Honor de la Emigración, en todas sus categorías, puede tener carácter individual o colectiva y posee un carácter honorífico. Es concedida Ministro de Trabajo, a iniciativa propia o a propuesta del director general del Instituto Español de Emigración, siendo obligatorio tramitar un expediente previo de concesión. 

## Grados
La Medalla de Honor de la Emigración posee las categorías siguientes: 
- Medalla de Oro
- Medalla de Plata
- Medalla de Bronce

En el reglamento de esta distinción, se detallan los méritos necesarios para obtenerla, siendo necesario contar con al menos uno de ellos para poder recibirla. Estos requisitos son los siguientes:
1. Destacar por la abnegación, esfuerzo y trabajo personal dedicado al emigrante español.
2. Haber prestado servicios relevantes en Instituto Español de Emigración o en empresas, industrias o asociaciones de emigrantes españolas.
3. Haber colaborado con inteligencia, laboriosidad y conducta desinteresada, mostrando un alto grado de ejemplaridad, en el estudio o investigación de los problemas de la emigración.
4. Haber publicado libros de carácter social, económico o jurídico de especial mérito relacionados con la emigración.
5. Haber prestado servidos extraordinarios en favor de los emigrantes españoles o haber destacado por el amor a España o a la labor realizadas en las colonias españolas.
6. Haber mantenido el amor a España durante la emigración, prestando servicios eminentes y defendiendo su honor.

La medalla colectiva se otorga a las personas jurídicas, públicas o privadas que se distinguen por su actuación en favor del emigrante español. Puede ser ostentada por las entidades agraciadas en su papel impreso y colocada en sitio adecuado de sus locales y en forma de corbata con los colores de la cinta del pasador en su bandera, en su caso.
Las insignias de todas las categorías son forma circular con borde regular, poseen un diámetro de 38 milímetros y un espesor de dos milímetros y están realizadas en plata sobredorada, plata o bronce, en función de la categoría de cada medalla. En el  anverso se muestra un grabado en relieve, consistente en dos manos. En la zona superior, entre aquellas, se encuentra grabada la figura de una paloma, y entre la paloma y la mano derecha, la inscripción "Honor de la Emigración". En el reverso puede leerse la siguiente inscripción «Olor a tierra ausente, a perfume de luz» de Miguel de Unamuno.
El pasador destinado a sujetar la cinta de la que irá pendiente la medalla será de bronce, plata o plata sobredorada, en función de cada categoría. La cinta será de seda, de 45 milímetros de longitud a la vista y de 35 milímetros de anchura, dividida longitudinalmente en cinco partes. Los bordes, de dos milímetros de anchura, verde; al centro, una franja dividida en tres partes con los colores de la bandera española, llevando un milímetro a cada lado en color rojo y dos en color amarillo, y el resto, de color azul marino oscuro.

## Desposesión de distinciones
El agraciado con cualesquiera de las categorías que haya sido sentenciado por la comisión de un delito doloso o pública y notoriamente haya incurrido en actos contrario a las razones determinantes de la concesión de la distinción podrá, en virtud de expediente iniciado de oficio o por denuncia motivada, y con intervención del Fiscal de la Real Orden, ser desposeído del título correspondiente a la distinción concedida, decisión que corresponde a quien la otorgó.